# 2010年澳大利亚联邦大选
2010年澳大利亚联邦大选，即第43届澳大利亚国会选举，于2010年8月21日举行。是次選舉，為执政黨澳大利亚工党（中间偏左）在茱莉雅·吉拉德的带领下，和最大在野黨托尼·艾伯特领导的自由党和国家党联盟（中间偏右）之間的對決。
澳大利亚采用的是强制投票的方式。在众议院席位的计票中，采用单一选区完全偏好的选择投票制；选民在投票时，根据自己的偏好，将候选人的排列顺序并标示于选票上。在参议院席位的计票中，采用比例代表制；每个选区按照各政党候选人名单获得票数的比例，在参加选举的各党中分配议席。
根据目前的计票结果，在众议院的150席中，工党获得72席，自由党－国家党联盟获得72席，西澳洲国家党获1席，绿党获1席，独立人士获4席。可能没有一个政党能取得超过半数（≥76）的席位，从而产生1940年以来澳大利亚的首次悬峙国会。工党在新州和昆省失去大量选民，丢掉本尼朗、麦克亚瑟、麦觉里等席位，議席大減。
最終工黨在綠黨及獨立議員支持下組建少數派政府，但此後工黨在多場州議會選舉慘敗，支持度不斷下降，反對黨更成功以絕對優勢控制新南威爾士州。

## 重要日程
- 大选宣布日：2010年7月17日
- 第42届国会闭会：7月19日，下午4时59分
- 第42届国会解散：7月19日，下午5时00分
- 发布选举令状：7月19日
- 新选民登记截止：7月19日，晚上8时00分
- 登记选民变更信息截止：7月22日，晚上8时00分
- 候选人登记截止：7月29日
- 候选人名单公布：7月30日，中午12时
- 投票日：2010年8月21日
- 收回选举令状：2010年10月27日

## 众议院选举
目前联邦众议院一共有150位议席，由全国划分出来的150个选区各选出的代表组成。拥有执政地位的工党拥有83个席位，自由党－国家党联盟拥有65席（自由党55位，国家党10位），另有2位独立议员。此外，绿党在2007年大选中，获得8%的得票率；家庭第一党获得2%的投票，但是这两个政党都没能在众议院中赢得席次。
新南威尔士州、昆士兰州、西澳大利亚州、塔斯马尼亚州等都进行了选区调整。依照联邦宪法，维多利亚州在2010年也將进行选区调整；但是方案还没有出台，联邦大选就开始了。

## 参议院选举
自2008年7月，澳大利亚参议院拥有76个席次；工党和自由党－国家党聯盟分别持有32和37个席位；拥有制衡力量的分别是
- 澳大利亚绿党，5席
- 家庭第一党（英语：Family First Party），1席
- 以及，独立参议员Nick Xenophon

这次选举，將會改選一半議席。

## 选举结果
大选结束后，由于吉拉德领导的工党在新南威尔士州和昆士兰州失去大量选票，在众议院仅获72席，議席大減，反对派自由党－国家党联盟也获72席，西澳洲国家党获1席，绿党获1席，另有4位独立人士当选。由于没有一个政党能取得超过半数的席位（76席），从而产生1940年以来澳大利亚的首次悬峙國会。
经过半个月的谈判和磋商，吉拉德領導的工党赢得了绿党以及3位独立议员的支持，以76议席胜过获得74议席的反对党联盟。吉拉德于9月7日宣布组建自二战以来澳大利亚的首个少数派政府。吉拉德成功保住了总理之位，其後她委任陸克文及他的派系進入內閣。

## 影響
工党雖保住執政地位，組建少數政府，但與此同時黨內的權鬥並無結束。2012年2月22日，前总理陸克文突然宣布在未能取得總理的支持下，辭去外交部長一職，引發黨魁選舉，雖然他以31對71落敗，但動搖了吉拉德政府。期間反對派以絕對優勢奪回多個州的執政權。工黨政府面臨信心危機。最终在2013年6月26日，陆克文再度挑战吉拉德的领导权，并以57比45票战胜吉拉德，随即陆克文重新成为总理。